# Beastly
Beastly es una novela de 2007 de Alex Flinn y el primer volumen de Las crónicas de Kendra. Es una libre adaptación del cuento de hadas La Bella y la Bestia ambientado en la actual ciudad de Nueva York y relatado desde la perspectiva de la bestia. El libro muestra como Kyle, la Bestia, cuenta en una sala de chat su historia a otros personajes de cuentos de hadas, partiendo desde el momento en que es maldecido.
Aunque Alex Flinn siempre se ha enfocado en escribir sobre los jóvenes y sus problemas relacionados con el acoso, adicciones, violencia y otros, Beastly significó un punto de inflexión en su carrera como escritora y no solo por los numerosos reconocimientos obtenidos, siendo el sexto libro que publicó, es el primero donde introdujo elementos de fantasía, lo que tras su éxito se volvió un elemento característico de su obra, en la cual la sociedad actual y la fantasía se fusionan en una versión moderna y más madura de los cuentos de hadas. Flinn investigó muchas versiones de la historia de La Bella y la Bestia para escribir su libro. Muchos de ellos se mencionan de manera juguetona en partes del libro, particularmente en las transcripciones de las salas de chat en las que el personaje de Kyle cuenta su historia.
El libro cuenta con una secuela llamada El Diario de Lindy, donde la protagonista femenina narra los eventos de esta novela desde su perspectiva en forma de un diario de vida.

## Argumento

### Capítulo 1: Un príncipe y una bruja
En una sala de chat moderada por el Señor Anderson se reúnen versiones modernas de los personajes de los cuentos tradicionales: DamaSilenciosa, Ranita, BestiaNYC y ChicoOso. Mientras que los tres varones explican que son humanos que enfurecieron a algún ser mágico y fueron transformados en una rana, un monstruo y un oso respectivamente, DamaSilenciosa señala que su caso es diferente ya que ella es una sirena que planea pedir a una bruja ser transformada en humana ya que se ha enamorado de un joven rico al que salvó de ahogarse. Ante esto, BestiaNYC decide contar su historia:
Kyle Kingsbury es rico y guapo; pero también es egoísta, superficial y cruel pero esto no impide que sea el más popular y admirado de la preparatoria Tuttle. Kendra Hilferty, una chica de tendencia gótica, obesa y poco agraciada es la única que no duda en criticarlo abiertamente a él y los demás alumnos de la exclusiva y elitista escuela; por ello Kyle decide jugarle una broma y hacerle creer que será su pareja en el baile. Una vez en su casa, el joven insulta a Magda, su criada, por comprar una rosa en lugar de un ramillete de orquídeas para Sloane, su vanidosa y prepotente novia. 
Esa noche, tal como Kyle supuso, Sloane rechazó la rosa considerándola indigna de ella, por lo que el muchacho decide regalársela a Lindy Owens, una muchacha de origen humilde que asistió sin pareja. Posteriormente él y Sloane humillan públicamente a Kendra, aunque esta insinúa que simplemente aceptó para darle una última oportunidad de mostrar algo bueno de sí. Esa noche tras llegar a su casa encuentra a Kendra en su dormitorio, la joven sufre una metamorfosis y se convierte en una atractiva mujer que se revela como una bruja que lo castigará por su crueldad, tras esto lo transforma en un monstruo enorme y desagradable de aspecto animalesco.

### Capítulo 2: La Bestia
El grupo de chat nuevamente se reúne y Señor Anderson les propone que hablen sobre la reacción de sus familias ante su transformación. DamaSilenciosa confiesa querer sacrificar su voz para ser humana pero le preocupa la reacción de su familia. ChicoOso y Ranita critican el cinismo de BestiaNYC siendo el único de los tres que aun tiene voz para hablar con su familia, pero este confiesa que su padre lo ve como una vergüenza que debe ser mantenida en secreto:
Kendra revela que ha sido maldecido de forma irreversible, pero ya que esa noche tuvo un gesto amable e inesperado hacia Lindy le dará una oportunidad tan pequeña como la bondad que había demostrado: tendría dos años para "encontrar a alguien mejor que él y ser capaz de ganar su amor con bondad", si en ese lapso alguien se enamorara de él, ignorando su apariencia, volverá a ser como antes, de no ser así viviría el resto de su vida como una bestia, tras lo cual desaparece. 
Tras revelar su maldición a su padre, una vanidosa y superficial estrella de lo noticieros, éste visita a todos los doctores y especialistas que cree puedan curarlo o darle un aspecto más aceptable sin tener éxito, además descubre que su condición incluye capacidades de invulneravilidad y regeneración que le hacen imposible ser lastimado o quitarse la vida. Kyle por su parte se presenta ante Sloane con la esperanza que ella rompa el hechizo pero esta lo rechaza asqueada.
Kendra entrega a Kyle un espejo mágico en el cual puede ver lo que desee y además comunicarse con ella; con él descubre que sus supuestos amigos no tienen interés o aprecio por él, pero también descubre que muchos chicos que consideró inferiores tienen vidas plenas e interesantes; pronto adquiere la costumbre de ver a Lindy, quien resulta ser una muchacha muy pobre e hija de un violento adicto, sin embargo se gana la admiración de Kyle por su fuerte voluntad y deseo de salir adelante.

### Capítulo 3: El Castillo
BestiaNYC comenta que esa semana se mudará de casa, mientras que DamaSilenciosa revela que se ha decidido a transformarse aunque perderá su voz y si no consigue que el joven la ame se volverá espuma de mar; BestiaNYC expresa su preocupación a que el joven no esté a la altura de tal riesgo, pero el resto piensa que solo esta siendo negativo:
Tras algunos meses maldito, el padre de Kyle compra una casa en Brooklyn donde lo envía a vivir con Magda; pronto se hace evidente que su intención es alejarlo para seguir con su vida; aun así Kyle logra que contrate un tutor privado para él y una línea de internet. Días después Kyle conoce a Will Fratalli, un joven profesor invidente contratado para ser su tutor y vivir en la casa junto a ellos con el que en poco tiempo traba una gran amistad, lo mismo con Magda.
Tras descubrir que al disfrazarse de vagabundo la gente evita mirarlo o acercarse, Kyle adquiere el hábito de pasear por las calles de noche, también cambia su nombre a Adrian, para reflejar sus sentimientos de ser una persona completamente diferente del niño engreído y materialista que solía ser. La noche de Halloween logra colarse a una fiesta y bailar con una chica que se siente atraída por él creyendo que va disfrazado, sin embargo debe huir del lugar cuando ella intenta quitarle la supuesta máscara contra su voluntad y él accidentalmente le rompe el brazo.

### Capítulo 4: El intruso en el jardín
ChicoOso cuenta como dos hermanas lo han acogido en su casa y DamaSilenciosa señala que ya es humana, se ha encontrado con el joven y vive en su casa aunque aunque solo como amigos:
Un año ha pasado desde la maldición y tras el incidente de la fiesta Adrian se aisló en su casa resignado a ser una bestia por el resto de su vida. Como una forma de pasar el tiempo construye un invernadero de rosas en el cual vuelca su cariño y esmero. También conoce mejor a Magda, descubriendo que es una inmigrante que vive separada de su familia desde su juventud, con la esperanza de algún día reunirse con ellos. Esa noche Kyle pide a Kendra que use su magia para reunirla con su familia y que cure los ojos de Will; Kendra explica que está restringida para ayudarlos, pero, consciente de que el joven ha perdido la motivación para salvarse, acepta concederle esos deseos si Adrian rompe la maldición.
Esa noche Adrian atrapa a un ladrón que destroza el invernadero intentando colarse a la casa, lo que pone furioso al muchacho al punto de contemplar la idea de asesinarlo, sin embargo, el hombre ofrece darle a su hija a cambio de su vida; al darse cuenta de que se trata del padre de Lindy, Adrian acepta.
Cuando Lindy llega no quiere tener nada que ver con Adrian, ya que siente que la ha secuestrado. Una noche ve el aspecto de Adrian y por primera vez pueden conversar, lo que cambia la impresión de la muchacha; a medida que pasa el tiempo congenia con él mientras Adrian se enamora de ella. Los dos comienzan a tener sesiones de estudio y a conocerse poco a poco.

### Capítulo 5: Lapsos, otoño e invierno
BestiaNYC cuenta como ha llevado a una muchacha a vivir con él y ChicoOso los sorprende con la noticia de que una de las hermanas rompió su maldición al ayudarlo a asesinar al duende que lo maldijo. Por su parte DamaSilenciosa se siente triste porque los padres del muchacho, intentando separarlos, le presentaron a una joven de familia rica con quien se comprometió creyendo que es quien lo salvó en el mar, las hermanas de la sirena pagaron a la bruja por un medio para salvarla, pero DamaSilenciosa se ha resignado a morir ya que debe asesinarlo para que funcione y lo ama demasiado como para lastimarlo, lo que entristece a todos los miembros del foro:
El tiempo pasa y la convivencia entre ambos es cada vez más íntima, compartiendo sus gustos, ideas y sincerándose; Adrian cada día comprende un poco más que, contrario a lo que pensaba cuando era Kyle, Lindy no es una chica aburrida y fea, sino simplemente que antes su visión de la belleza era burda y estrecha mientras que para Lindy él se convierte en un amigo como nunca tuvo y su aspecto pasó a ser una cualidad irrelevante. 
Durante el invierno van a una cabaña en las montañas propiedad del padre de Adrian y pasan juntos los días más felices que ambos recuerden haber vivido. Lindy desea ver a su padre una vez más y Adrian le deja verlo con el espejo mágico descubriendo que se ha vuelto un indigente enfermo por el abuso de las drogas. Adrian renuncia a su oportunidad de lograr algo con ella y la deja ir ofreciéndole que regrese al departamento en la primavera si lo desea, esta vez como amiga y no como prisionera, aunque esto significa que el reencuentro sucederá después de cumplirse los dos años de plazo. Lindy se marcha aunque la separación es dolorosa para ambos.
Adrian regresa a Brooklyn y una hora antes que se cumpla el plazo descubre gracias al espejo que Lindy ha sido secuestrada, por lo que corre por la ciudad buscándola y enfrentando a los transeúntes que, al verlo sin disfraz, intentan matarlo asumiendo que obligatoriamente debe ser peligroso. Tras encontrar a la muchacha descubre que nuevamente su padre la entregó, esta vez a un traficante a cambio de drogas; Adrian logra reducir al traficante, pero recibe un disparo mortal que su cuerpo no puede curar, agonizando confiesa su amor justo a medianoche y Lindy le corresponde. El hechizo finalmente se rompe y Adrian, nuevamente convertido en Kyle logra convencerla que son la misma persona.

### Capítulo 6: Felices para siempre
ChicoOso presenta en el chat a su novia y a la hermana de ésta bajo los nickname ChicaNieve y RosaRoja respectivamente. Por su parte BestiaNYC señala que su maldición se ha roto y les presenta a su novia bajo el nickname PequeñaLindarosa. Finalmente Ranita les cuenta que ha conocido a una princesa con quien se reunirá para una cita, por lo que es posible que pronto vuelva a ser humano. Señor Anderson felicita a todos por conseguir su final feliz; el grupo se da un momento para recordar a la difunta DamaSilenciosa y cuanto la extrañan:
Tras entregar a la policía al traficante y volver a casa, Adrian y Lindy comprueban que romper el hechizo le ha devuelto la vista a Will pero Magda ha desaparecido. Kendra se encuentra con ellos y revela que Magda era ella en realidad. En su juventud fue también inmadura y abusó de sus poderes, por lo que otras brujas la castigaron exiliándola a Nueva York donde conoció a Kyle y rompió la prohibición de usar magia al maldecirlo, por lo que nuevamente fue castigada, esta vez obligada a ser Magda y vivir como su criada, pero ahora, siendo mucho más madura y gracias a que Adrian deseó que Magda se reuniera con su familia, podía regresar a su hogar, por lo que tras confesar lo mucho que se había encariñado con Adrian se despide y desaparece.
Un tiempo después ambos regresan a estudiar a Tuttle, mientras que Will es contratado allí como maestro de inglés; los tres aun viven en la casa de Brooklyn y aunque sus compañeros esparcen feos rumores sobre él debido a su larga ausencia, Adrian ahora les presta tan poca atención como a la apariencia de la gente.

## Personajes
- Kyle Kingsbury: Versión moderna de "La Bestia"; es el hijo del presentador de noticias Rob Kingsbury. Es alto, rubio, rico y guapo; el chico más popular en la escuela y al comienzo el libro actúa como un acosador superficial y solitario, sintiéndose abandonado por su padre, regularmente se desquita con las personas menos acomodadas que él. Cuando Kyle humilla Kendra descubre que es una bruja que lo transforma en una bestia fea con colmillos, garras y pelaje. El padre de Kyle se avergüenza de la apariencia de su hijo y lo encierra en una casa en el centro de Nueva York para que nadie lo vea. La única compañía de Kyle es su ama de llaves, un tutor ciego llamado Will y su perro, Piloto. Cambia su nombre a Adrian King tras darse cuenta de que ya no es el chico superficial y tonto de antes; en los siguientes dos años se convierte en una persona mucho más amable y sensible. Su única felicidad proviene del jardín de rosas que planta y mantiene en su pequeño patio trasero, alentado por Will. Adrian tiene dos años para romper el hechizo de la bruja al enamorarse y ser amado sinceramente a pesar de las apariencias físicas. Participa en el foro de Anderson con el nickname BestiaNYC.

- Linda "Lindy" Owens: Versión moderna de "La Bella"; es descrita inicialmente por Kyle como una chica ordinaria, pobre, con cabello rojo, ojos verdes y dientes torcidos. A menudo habla de cómo se esforzó para entrar becada a Tuttle, la escuela privada más cara de la ciudad. Es la hija menor de un ladrón y drogadicto violento que la maltrata. Cuando Kyle se vuelve Adrian, toma el espejo y se dedica a mirarla en su vida diaria enamorándose lentamente de ella. Lindy entra a la vida de Adrian cuando su padre se la da como pago para que no contacte a la policía por sus crímenes; al principio Lindy se molesta con él por retenerla, pero después de unos días comienza a apreciarlo y desarrolla intensos sentimientos por el joven. Cuando regresa con su padre para cuidarlo, él la vende nuevamente por drogas y Adrian debe rescatarla, lo que le permite romper la maldición. Cuando ambos regresan a la escuela, ella y Kyle están saliendo, para la confusión y desaprobación de los otros estudiantes. Lindy es descrita como muy inteligente y tolerante con la vida llena de drogas de su padre. Hacia el final de la novela se integra al foro de Anderson con el nickname PequeñaLindarosa.

- Magda: Una anciana inmigrante latinoamericana que trabaja como sirvienta en la casa Kingsbury. Cuenta que siendo joven se vio obligada a viajar a Nueva York y separarse de su familia, desde entonces se dedica a trabajar para poder en algún momento regresar con ellos. Es uno de los catalizadores del conflicto y salvación de Adrian al haberlo desobedecido y comprar, en lugar de la costosa orquídea que se le encargó, una sencilla rosa blanca que dio al joven una chance de romper su maldición y conocer a Lindy. Tras encariñarse con ella, Adrian negocia con Kendra para que, si logra romper su maldición, permita a Magda volver con su familia. Al final del libro descubre que la anciana en realidad es Kendra disfrazada y su deseo le permite liberarse del exilio con que fue castigada.

- Kendra Hilferty Es una bruja que se disfraza como una estudiante en Tuttle para espiar a Kyle. Se muestra con cabello verde, ropa oscura, sobrepeso y apariencia fea. Sin embargo, a partir del momento en que castiga a Kyle, revela su verdadera apariencia y se la describe como una mujer de físico sensual, cabello de color cambiante, largas pestañas, mejillas sonrosadas, labios rojos y ojos con un tono verde imposible de definir. Maldice a Kyle convirtiéndolo en monstruo como castigo por su personalidad narcisista y malcriada, pero en reconocimiento al inesperado gesto amable que tuvo con Lindy en el baile incluye como cláusula el que recupere su apariencia si antes de dos años alguien lo ama a pesar de su apariencia y le da un espejo mágico para comunicarse con ella o ver lo que pida; tiempo después accede también a devolver la vista a Will y reunir a Magda con su familia si se rompe la maldición. Al final del libro revela que hace mucho fue exiliada de su mundo por ser impulsiva y abusar de su magia, pero el deseo de Adrian pidiendo que Magda se reúna con su familia le permite volver a su hogar.

- Will Fratalli: Un joven ciego a finales de la veintena, alto y de aspecto estudioso. Es contratado por Rob para vivir con Kyle y ser su tutor privado. Es una persona amable que ama la literatura y animó a Kyle a leer libros como El jorobado de Notre Dame o El fantasma de la ópera. Tiene como lazarillo a un perro labrador llamado Piloto que al principio se siente incómodo con Kyle, pero a medida que pasa el tiempo, comienza a quererlo. En su infancia podía ver, pero al cumplir los diez años comenzó a perder la vista progresivamente. Al final, Kendra restaura la vista de Will como parte de su trato con Kyle y se convierte en profesor de inglés en Tuttle mientras estudia para convertirse en profesor universitario.

- Rob Kingsbury: El presentador de noticias más popular de Manhattan y padre de Kyle, a quien descuida. Es rico, guapo y vive en un gran apartamento con su hijo y la criada, Magda. Solo vive para su trabajo y apariencia, apenas dedicando tiempo a su hijo. Cuando se entera de la transformación de Kyle, y tras descubrir que es irreversible, lo encierra en una lujosa casa de cinco pisos en Brooklyn porque le avergüenza que alguien sepa que su hijo es un monstruo. Rob también tenía una esposa que actualmente vive en Miami casada con un cirujano plástico, ya que los abandonó cuando Kyle tenía once años porque, según sus propias palabras, "allá afuera tenía que haber para ella algo mejor que esto". En general, Rob es un hombre superficial y poco comprensivo que se preocupa más por su imagen que por su propio hijo.

- Sloane Hange: Novia de Kyle al inicio de la historia, la hija de un alto ejecutivo, aunque solo vive con su madre, quien según Kyle parece tener interés en Rob. Es descrita por el propio Kyle como la típica chica de músculos bien tonificados, adicta al celular, fanática del agua importada, rubia teñida y con un piercing en el ombligo. Es igual de narcisista y cruel que Kyle al punto de hacer una rabieta cuando este le regala una rosa en lugar de una orquídea. Cuando Kyle es transformado intenta que ella rompa su maldición pero esta lo rechaza con asco prohibiéndole acercarse a ella hasta que vuelva a ser atractivo; durante su ausencia se dedica a estar con diferentes hombres, cosa que Kyle sospecha hacía desde que estaban juntos.

- Trey Parker: Mejor amigo de Kyle al inicio de la historia, al igual que él es de clase alta y tiene una personalidad cruel y despectiva con quienes tiene la oportunidad de burlarse. Se conocen desde muy pequeños y Kyle jamás dudó de su incondicional amistad, sin embargo tras ser transformado descubrió que en cuanto dejó de asistir Trey inició una aventura con Sloane y no tenía problemas en burlarse señalando lo mucho que lo detestaba y cuan feliz estaba de no volver a verlo.

- Bronwen Kreps: Una muchacha que Kyle conoció la noche de Halloween cuando se coló a una fiesta de disfraces aprovechando su aspecto. Descrita como una chica simpática y tímida, disfrazada como una versión sensual de Dorothy de El Mago de Oz, con el cabello color magenta, tatuajes temporales y medias de red. Fue la primera persona con quien Kyle pudo conversar tras su maldición, disfrutando de bailar y llegando a generar una conexión con ella esa noche, sin embargo, el rechazo de Kyle ante su insistencia a que le mostrara su rostro la lleva a intentar quitarle la supuesta máscara por la fuerza, iniciando un forcejeo donde el muchacho accidentalmente le rompe un brazo y debe huir del lugar. Este incidente afecta a Kyke al punto de sumirlo en una depresión que lo lleva a encerrarse por siete meses y rendirse en su deseo de romper la maldición hasta la llegada de Lindy.

- El Sr. Anderson: Creador y moderador de la sala de chat donde Kyle/Adrian y los demás individuos transformados se reúnen a dar testimonio de su situación; se describe como alguien que ha estudiado extensamente ese tipo de casos y ha escrito una tesis sobre Los Efectos de la Transformación en el Amor Verdadero, basándose en los trabajos de Grimm, LePrince de Beaumont, Aksakov, Quiller-Couch y Walt Disney. Usualmente intenta guiar las conversaciones en una dirección aunque sin mucho éxito. Es una versión moderna de Hans Christian Andersen.

- Ranita: Una versión moderna de El príncipe rana e integrante del foro de Anderson, un príncipe que fue maldecido por una bruja a ser una rana hasta ser besado por una princesa y se ve obligado a vivir en un charco, cosa que odia. Extraña a su familia pero no puede reunirse con ellos ya que no lo reconocen y les provoca asco. Por las noches se cuela al castillo y usa el computador para entrar al foro; sus mensajes están mal escritos ya que dice que es muy difícil tipear con patas membranosas, suele llamarle la atención a BestiaNYC por sus comentarios carentes de tacto. Hacia el final de la novela es el único que no ha logrado terminar su historia, pero señala haber conocido a una princesa y tiene confianza que ella pronto lo besará.

- ChicoOso: Versión moderna del protagonista de Blancanieve y Rojarosa e integrante del foro de Anderson, un príncipe convertido en oso por un duende. Explica que al transformarse pudo conservar su computadora portátil y gracias a que vive en un bosque con WiFi puede hablar con el grupo. Suele consolar y animar a DamaSilenciosa en contraparte de BestiaNYC, quien suele ser pesimista. Durante la historia comenta que conoció a dos hermanas que lo acogen en su casa; finalmente rompe su maldición y acaba comprometido con una de ellas tras asesinar juntos al duende que lo maldijo.

- DamaSilenciosa: Versión moderna de la protagonista de La sirenita e integrante del foro de Anderson, una princesa sirena de las costas de Dinamarca y la única en el grupo que se transformó por decisión propia tras enamorarse de un joven al que salvó de ahogarse. Vende su voz a una bruja a cambio de una forma humana para reunirse con el joven bajo la condición de disolverse en espuma de mar si no consigue su amor. Durante la novela comenta haberlo encontrado y vivir en su casa, aunque señala que el muchacho la hace dormir en un sillón y suele llamarla tarada por no poder hablar, lo que molesta a BestiaNYC. Finalmente el joven la cambia por una chica adinerada que sus padres le presentan y DamaSilenciosa se deja morir ya que solo podría salvarse asesinándolo, pero lo ama demasiado. Su partida causa gran tristeza en el foro.

- Daniel Owens: Es el padre drogadicto de Lindy a quien mantiene viviendo en la pobreza ya que gasta todo el dinero en drogas. Tiene más hijas pero estas se hartaron de sus malos tratos y se fueron de casa. Lindy lo aprecia e intenta constantemente rehabilitarlo, aguantando por ello las privaciones y golpes. Una noche intenta robar la casa de Adrian y destroza su amado invernadero de rosas; cuando es atrapado, ofrece darle a su hija para evitar que lo lastime o mande a prisión, cosa que Adrian acepta en parte por la posibilidad de que ella rompa su maldición y en parte para alejarla de tan terrible hombre. Mientras su hija vive en la casa de Brooklyn acaba como indigente por lo que ella decide abandonar a Adrian para cuidarlo, pero tras unas semanas la entrega a un traficante como pago de una deuda de drogas y Adrian debe rescatarla, lo que le permite romper la maldición. Tras esto Lindy se desliga completamente de él y se muda con Adrian y Will explicando que antes creía querer a su padre porque sólo conocía lo que era ser su hija, pero al tener a alguien que realmente la amaba y cuidaba lo pudo ver por quien realmente era.

## Premios y reconocimientos
- Selección rápida de la ALA para lectores adultos jóvenes reacios.[1][2]
- Elección del editor de VOYA.[1][2]
- Elección de jóvenes adultos IRA / CBC[2]
- Libros de la Biblioteca Pública de Nueva York para adolescentes[2]
- Lista de lectura de Texas Lone Star[2]
- Premio del Día del Autor de la Biblioteca Pública de Detroit[3]
- Lista maestra del premio Utah Beehive[4]
- Lista maestra del premio Missouri Gateway.[4]
- Lista maestra del premio Volunteer State Book.[4]
- Lista maestra del Premio a los lectores jóvenes de Nevada.[4]
- Lista maestra del premio al libro para jóvenes adultos de Dakota del Sur.[4]
- Lista maestra del premio Isinglass de New Hampshire.[4]
- Woozles (Canadá) Lista de la batalla de los libros de adolescentes.[4]
- Elección de jóvenes adultos de la Asociación Internacional de Lectura.[3]
- Nominado al premio Jóvenes lectores de California.[3]
- Nominado al premio Abraham Lincoln.[3]

## Crítica
Beastly había recibido críticas favorables. BookLoons señala que es "Un giro interesante en esta versión contemporánea de La bella y la bestia es que la historia se cuenta desde el punto de vista de la bestia. Aunque todos conocen la trama vale la pena leer la versión de Flinn". Publishers Weekly escribió "'...el final felices para siempre es gratificante, si no sorprendente" y Donna Rosenblum de School Library Journal comentó positivamente sobre Flinn: "La historia está bien escrita y atrae a los lectores desde el principio con una sesión de chat en línea con Kyle/Bestia y otros personajes de cuentos de hadas. Y, como se cuenta desde el punto de vista de la Bestia, atraerá a los niños que de otro modo querrían elegirlo".
Con Beastly, Flinn recibió reseñas positivas. Sonderbooks elogió a Flinn, diciendo: "Me encanta la forma en que Alex Flinn trabajó en todos los elementos del cuento tradicional. También me encantó la forma creíble en que nos mostró a Kyle cambiando, transformándose. Y, por supuesto, está la maravillosa floración del verdadero amor. Todo esto se suma a un libro verdaderamente encantador que espero sea muy popular entre los adolescentes. Y a cualquier adulto que admita que disfruta de Crepúsculo, permítame instarlo a que tome Beastly y pruebe leerlo". Romantic Times escribió "Flinn hace otro trabajo sólido al dar una nueva perspectiva a lo que podría haber sido una historia de predicación. Ella mantiene el drama y la intriga en alto y constantemente desafía al lector en este giro de La bella y la bestia".

## Las crónicas de Kendra
Alex Flinn ha publicado, incluyendo Beastly, un total de ocho obras basadas en cuentos de hadas modernizados, relacionadas entre sí y conocidas como Las Crónicas de Kendra, personaje transversal en todas ellas:
- Beastly: Lindy's Diary (Bestial: El diario de Lindy): Libro escrito a modo de diario de vida que muestra los eventos de Beastly desde la perspectiva de Lindy, junto con algunas cosas adicionales. Este era un libro electrónico original pero también se publicó como parte de una edición especial de Beastly en 2011.[9]

- Bewitching (Hechizante): Publicado en 2012, la historia combina la narración sobre la juventud de Kendra, como descubrió que era una bruja y los problemas en que se involucró intentando usar su magia para ayudar a diversos personajes de los cuentos populares. A la vez que muestra su encuentro en la actualidad con Emma, una versión moderna de Cenicienta, quien sufre el acoso de su hermanastra.[10]

- A Kiss in Time (Un beso en el tiempo): Una versión moderna de La Bella Durmiente; a pesar de que se le advirtió no hacerlo desde que puede recordar, la princesa Talia tocó un huso provocando que ella y su reino durmieran profundamente durante trescientos años. Cuando el beso de un turista norteamericano llamado Jack rompre la maldición todo el reino despierta y se enfurece con ella, por lo que Talia convence al muchacho de que la lleve con él a Miami, donde ingresa a un mundo moderno que desconoce.[11]

- Cloaked (Encapotado): Una mezcla de varios cuentos de hadas modernizados, incluidos El príncipe rana, El zapatero y los duendes y Los seis cisnes. En Miami un adolescente trabaja en la reparadora de calzado de un elegante hotel de South Beach hasta que una princesa lo envía en una misión para encontrar a su hermano que ha sido convertido en una rana y suelto en los Cayos de Florida por una bruja.[12]

- Towering (Imponente): Versión moderna de Rapunzel, ambientada en Nueva York. Wyatt, un adolescente que acaba de mudar tras una tragedia, escucha la voz de una niña llamándolo; esta resulta ser Rachel, quien está encerrada en una torre. Cuando los dos se encuentran, comienzan a resolver el misterio de por qué cada uno está allí.[13]

- Mirrored (Reflejado): Una nueva historia sobre Kendra, es una versión moderna de Blancanieves. Narra la historia de Violet, una mujer de Miami que posee poderes mágicos que utiliza para verse atractiva, sin embargo pronto descubre que su hijastra Celine la supera en belleza y esto la vuelve blanco de su crueldad.[14]

- Beheld (Contemplado): Publicado en 2017, la historia trata sobre el amor entre Kendra y un mago llamado James, a quien conoció en Salem. Es un conjunto de historias basadas en cuentos de hadas como Caperucita Roja, Rumpelstiltskin, East of the Sun y West of the Moon y El patito feo. Las historias están ambientadas en diferentes épocas y lugares, como los juicios de brujas de Salem, la Segunda Guerra Mundial en Londres o la actualidad.[15]

## Adaptación cinematográfica
En 2011 la novela se convirtió en una película dirigida por Daniel Barnz y protagonizada por Vanessa Hudgens y Alex Pettyfer, quienes interpretaron a Lindy y Kyle respectivamente; Mary-Kate Olsen interpretó a Kendra mientras que Neil Patrick Harris interpretó a Will, el tutor ciego.
Fue el primer proyecto desarrollado por CBS Films, la nueva rama cinematográfica de CBS Corporation, que compró los derechos cinematográficos del libro en diciembre de 2007. Amy Baer, presidenta y directora ejecutiva de CBS Films, anunció que Daniel Barnz dirigiría el proyecto: "La visión fresca de Daniel lo convierte en uno de los directores más emocionantes de su generación", afirmó Baer, "Estamos encantados de asociarnos con él, ya que aporta su voz única al hito posiblemente más conocido entre los cuentos infantiles". Susan Cartsonis produjo la película a través de su compañía, Storefront Films, mientras que Roz Weisberg la coprodujo. Barnz también escribió el guion de la película.
Aunque fue el primer proyecto llevado a cabo por CBS Films, no fue su primer lanzamiento, se estrenaría originalmente el 30 de julio de 2010. Sin embargo, se pospuso hasta el 4 de marzo de 2011 debido a preocupaciones competitivas de otras películas lanzadas en esa fecha y a fines del verano de 2010. La película, que cambia u omite muchos eventos y elementos presentados en la novela, fue criticada duramente, pero permitió a la novela de Flinn llegar a la primera posición de la lista de superventas del New York Times y a la lista de superventas de USA Today, donde permaneció durante varios meses.